# Mikroprogrammierte Minimalmaschine
Die mikroprogrammierte Minimalmaschine (MIMA) ist ein Lehrmodell zur vereinfachten Darstellung von Mikroprozessoren, basierend auf der Von-Neumann-Architektur, das von Tamim Asfour am Karlsruher Institut für Technologie entwickelt wurde.

## Allgemeiner Prozessoraufbau
Ein Register ist ein Speicher für je ein Datenwort bzw. eine Adresse. Register besitzen symbolische Namen, z. B. Akkumulator.
Die arithmetisch-logische Einheit (ALU) kann verschiedene Rechenoperationen ausführen (z. B. Addieren, Negieren, Konjugieren). Sie nutzt Argumente aus dem Akkumulator bzw. aus dem Befehl/Speicher.
Das Steuerwerk besteht aus dem Instruktionsregister (IR) und dem Instruktionsadressregister (IAR).
Das Steuerwerk holt Befehle und Daten aus dem Arbeitsspeicher (siehe Speicherwerk).

## Hauptspeicher für die MIMA
Die MIMA verwendet zur Adressierung 20-Bit-Adressen. Die sogenannten (Speicher-)Worte bestehen aus 24 Bit.
Ein Maschinenbefehl hat die Länge eines Wortes. Je nach Befehl sind die ersten 4 Bit für die Befehlscodierung reserviert und die restlichen 20 Bit enthalten eine Adresse oder einen Wert. Andere Maschinenbefehle verwenden 8 Bit zur Befehlscodierung, wobei die restlichen 16 Bit irrelevant sind.
Der Datenspeicher speichert Eingaben, Zwischenergebnisse oder Ausgaben. Dies geschieht in Zweierkomplementdarstellung. Per Konvention liegen das Programm und die Daten getrennt im Speicher. Dies wird jedoch nicht erzwungen.